# Ufens albitibiae
Ufens albitibiae är en stekelart som beskrevs av Girault 1915. Ufens albitibiae ingår i släktet Ufens och familjen hårstrimsteklar. Inga underarter finns listade i Catalogue of Life.